# Protapanteles minutalis
Protapanteles minutalis är en stekelart som först beskrevs av Muesebeck 1958.  Protapanteles minutalis ingår i släktet Protapanteles och familjen bracksteklar. Inga underarter finns listade i Catalogue of Life.